# KV60
KV60 (Kings' Valley 60) è la sigla che identifica una delle tombe della Valle dei Re in Egitto; era la sepoltura del nobile Maiherpera (XVIII dinastia).
Nel 1903 Howard Carter, per conto di Theodore Davis, scoprì la KV60, ma si limitò ad un breve esame rimuovendo solo alcune oche mummificate. Edward Russell Ayrton condusse scavi più approfonditi nel 1906 rinvenendo, e asportando, la mummia di Sitra, probabilmente soprannominata In, nutrice reale di Hatshepsut. Nella tomba si trovava anche una seconda mummia di sesso femminile, lasciata in sito. Già nel 1966, sulla scorta dei soli diari di scavo, si avanzò l’ipotesi che la seconda mummia appartenesse ad Hatshepsut, cosa che venne confermata, nel 2006 da Zahi Hawass.
Né Carter, né Ayrton, tuttavia, mapparono la tomba la cui ubicazione, perciò, si perse fino al 1989-1990 quando Donald P. Ryan la scoprì nuovamente e la scavò.
La mummia sconosciuta, che presentava i resti di lunghi capelli biondo-rossicci, era acconciata nella postura tipica delle sepolture delle regine: braccio sinistro piegato sul torace e braccio destro disteso. Analisi del DNA svolte negli anni 2006-2007, comparando i resti della KV60 con altri di una scatola rinvenuta a Deir el-Bahari, avrebbero consentito di appurare una certa corrispondenza. La sottoposizione, peraltro, al CT Scan della mummia ha consentito di appurare che la stessa è mancante di un molare avente una radice spezzata; ad analoga analisi è stata sottoposta una scatola mai aperta recante il nome della regina che è risultata contenere appunto un molare con una radice spezzata. Tali ipotesi, tuttavia, non risultano ancora ufficializzate poiché nessuna risultanza scientifica è stata ancora pubblicata.

### Annotazioni
1. ↑  Le tombe vennero classificate nel 1827, dalla numero 1 alla 22, da John Gardner Wilkinson in ordine geografico. Dalla numero 23 la numerazione segue l’ordine di scoperta.
2. ↑  Donald P. Ryan (n. 1957), egittologo statunitense membro della Division of Humanities at Pacific Lutheran University di Tacoma, Washington.
3. ↑  Combinazione di immagini ai raggi x e tomografia computerizzata.

### Fonti
1. ↑  Theban Mapping Project.
2. ↑  (EN) Search for Hatshepsut, su guardians.net.
3. ↑  Donald Ryan's site – Contains photos of the mummy he found in KV60]